# Мащицкий, Виталий Львович
Виталий Львович Мащицкий (род. 2 июня 1954) — российский предприниматель, владелец крупных зарубежных алюминиевых производств. В 2018 году Forbes называл его 139-м в рейтинге богатейших россиянин, оценив состояние в 750 миллионов долларов. В рейтинге журнала Forbes «200 богатейших бизнесменов России 2021» занимает 189 позицию с состоянием в 600 млн долларов.
В 1975 году окончил Иркутский институт народного хозяйства. Работал в строительных организациях, ушёл из государственных организаций в 1989 году, будучи начальником «Главякутстроя». В том же году основал совместное предприятие (СП) с финскими бизнесменами. Через год покинул его и занялся экспортом леса в Японию и Китай в новом СП «Сибмикс Интернейшнл». Заработанные средства вложил в создание «Росинвестнефти», ремонтировавшее скважины «Нижневартовскнефтегаза». Последний был вынужден рассчитываться с Мащицким нефтью, которую предприниматель поставлял на мощности «Ангарской нефтехимической компании» (АНХК), вскоре задолжавшей ему. В 1990-х Мащицкий также занимался строительством вместе с братьями Чигиринскими, они в том числе строили российские заправки BP. Когда владелец АНХК компания «Сиданко» (10% которой принадлежали BP) из-за долгов стала ликвидироваться и распродавать активы, Мащицкий сумел получить ряд её предприятий и практически сразу их продать. Например, он продал АНХК «ЮКОСу», а Хабаровский НПЗ — «Группе Альянс». Вырученные деньги он вложил в иностранных производителей алюминия: купил румынские Alro Slatina (en) и Alum Tulcea (ro), а также небольшое китайское предприятие в Гунъи, после крупных инвестиций значительно расширенное и ставшее называться Henan Yulian Energy Group. Эти зарубежные предприятия входят в состав компании Vimetco, которая, в свою очередь, входит в Vi Holding. Мащицкий является президентом холдинга, двое его сыновей и сноха занимают остальные ключевые посты.
Мащицкий возглавлял советы директоров крупнейших производителей нефрита («Забайкальское горнорудное предприятие») и янтаря («Калининградский янтарный комбинат»), контролируемые «Ростехом». Мащицкий — третий по размеру доли акционер «КАМАЗа», крупнейшим акционером которого является «Ростех». Vi Holding строил для «Ростеха» офис на Тушинском поле. В 2015 году Мащицкий возглавил совет директоров «Нацимбио», дочерней организации «Ростеха». Он попытался стать крупнейшим производителем инсулина, купив фармкомпанию «Биоран», но в 2016 году отказался от покупки. Вскоре Мащицкий покинул пост председателя совета директоров «Нацимбио».
Vi Holding через АО «Афромет» владел 50% капитала совместного предприятия Great Dyke Investments (Pvt) Ltd., которое осваивает второе по величине в мире месторождение платины «Дарвендейл» в Зимбабве. Летом 2022 года холдинг решил выйти из проекта разработки рудника Darwendale Platinum и передать свою долю платинового месторождения в Зимбабве государственной компании Kuvimba Mining House Ltd.
Женат, четверо сыновей и две дочери. Сын Леонид — управляющий партнёр Vi Holding, занимается автогонками.

## Награды
- Орден Дружбы (1 марта 2017 года) — за заслуги в развитии международных экономических отношений в области промышленности и многолетний добросовестный труд[9].
- Благодарность Президента Российской Федерации (20 июля 2020 года) — за активное участие в подготовке и проведении саммита и экономического форума Россия - Африка в 2019 году в городе Сочи[10].